# Саєнко Віктор Олександрович
Ві́ктор Олекса́ндрович Сає́нко (нар. 26 вересня 1972, с. Малинівка, Нікольський район, Донецька область Українська РСР — пом. 9 травня 2014, м. Маріуполь, Донецька область Україна) — український правоохоронець, начальник відділу ДАІ міста Маріуполя. Загинув під час виконання службових обов'язків.

## Життєпис
Віктор Саєнко проходив строкову службу у десантних військах. В органах внутрішніх справ працював з 1993 року. 18 років пропрацював у Державтоінспекції, розпочавши службу помічником слідчого дорожньої міліції. Обіймав посаду начальника відділення з оформлення дорожньо-транспортних пригод ДАІ Маріуполя. У вересні 2008 року у званні майора був призначений на посаду начальника відділу ДАІ Маріупольського МУ ГУ МВС України в Донецькій області, де прослужив до самої смерті. Під час служби на цій посаді отримав звання підполковника.
За словами народного депутата України Олега Ляшка, на відміну від переважної більшості міліціонерів, що добровільно склали зброю, або перейшли на сторону супротивників, Віктор Саєнко брав активну участь у протидії проросійським угрупованням і терористам під час протистоянь у Маріуполі навесні 2014 року. 
Вранці 9 травня начальник Маріупольського управління міліції Валерій Андрущук проводив нараду з командирами силових підрозділів на 3-му поверсі будівлі управління по вулиці Георгіївській. Близько 10-ї години почалась спроба штурму міськуправління озброєними бойовиками групи «Мангуста», які зі стрільбою зайняли 1-й і 2-й поверхи. Командири підрозділів викликали підкріплення й прийняли бій. Від кулі снайпера загинув заступник командира 20-го батальйону тероборони Сергій Демиденко, смертельне поранення дістав молодший інспектор зв'язку батальйону патрульної служби Михайло Єрмоленко. Віктор Саєнко вистрибнув з третього поверху, вже у дворі один з нападників пострілами із автомата завдав йому трьох вогнепальних поранень, одна куля влучила у серце. Міліціонер встиг лише укритись за машиною і помер від поранень.
11 травня в Маріуполі відбулося прощання з офіцером, до труни поклали міліцейський кашкет і берет десантника.
У Віктора Олександровича залишилася дружина та троє синів.

## Нагороди та почесні звання
- Орден «За мужність» III ступеня (2014, посмертно)[5].
- Почесний громадянин Маріуполя (2014, посмертно)[6].

## Вшанування пам'яті
22 червня 2014 року в Маріуполі було організовано автопробіг на честь Віктора Саєнка та інспектора патрульної служби Михайла Єрмоленка, які загинули під час заколоту 9 травня.
7 травня 2015 року в школі с. Малинівка відбулось урочисте відкриття меморіалу на честь випускника школи підполковника міліції Віктора Саєнка.
8 травня 2015 року в Маріуполі на вул. Георгіївській відкрито меморіальну дошку на честь міліціонерів і військовослужбовців, які загинули під час захисту Маріупольського міськуправління міліції.